# 黄桂田
黄桂田，山西大学校长，北京大学经济学院教授，主要从事经济学方面的研究工作。担任《经济科学》主编，入选中华人民共和国教育部2011年度"长江学者"特聘教授。